# Удмуртські Альці
Удму́ртські А́льці (рос. Удмуртские Альцы) — присілок у складі Шарканського району Удмуртії, Росія.

## Населення
Населення — 61 особа (2010; 90 у 2002).
Національний склад станом на 2002:
- удмурти — 96 %

## Урбаноніми[3]
- вулиці — Свободи